# Balanus borsodensis
Balanus borsodensis is een zeepokkensoort uit de familie van de Balanidae. De wetenschappelijke naam van de soort is voor het eerst geldig gepubliceerd in 1952 door Kolosváry.